# Alleucosma
Alleucosma is een geslacht van kevers uit de familie bladsprietkevers (Scarabaeidae). Het geslacht werd voor het eerst wetenschappelijk beschreven in 1921 door Schenkling.

## Soorten
- Alleucosma affinis Antoine, 1989
- Alleucosma albosparsa Antoine, 1989
- Alleucosma duvivieri (Neervoort van de Poll, 1890)
- Alleucosma oremansi Antoine, 2009
- Alleucosma orientalis Antoine, 1989
- Alleucosma ruteri Antoine, 1989
- Alleucosma simillima Antoine, 1989
- Alleucosma tshuapana Antoine, 1989
- Alleucosma vidua Antoine, 1989
- Alleucosma viridula (Kraatz, 1880)